# Superman/Batman: Public Enemies
Superman/Batman: Public Enemies (Brasil:  Superman/Batman: Inimigos Públicos ) é um filme de animação americano de 2009 do gênero "Aventura" baseado no primeiro arco de história da revista Superman/Batman, dirigido por Sam Liu, lançado diretamente para vídeo. Essa é a sexta produção da linha de super-heróis da DC Comics feita pela parceria Warner Premiere e Warner Bros. Animation.
A boa aceitação do desenho reforçou os planos para uma sequência chamada Superman/Batman: Apocalypse.

## Elenco
| Dubladores originais | Dubladores brasileiros                                          | Personagens                                                                             |
| -------------------- | --------------------------------------------------------------- | --------------------------------------------------------------------------------------- |
| Tim Daly             | Guilherme Briggs                                                | Kal-El / Clark Kent / Superman                                                          |
| Kevin Conroy         | Márcio Seixas                                                   | Bruce Wayne / Batman                                                                    |
| Clancy Brown         | Luiz Carlos Persy                                               | Lex Luthor                                                                              |
| C. C. H. Pounder     | Marize Motta                                                    | Amanda Waller                                                                           |
| Allison Mack         | Linn Jardim                                                     | Kara Zor-L / Karen Starr / Poderosa                                                     |
| John C. McGinley     | Hamilton Ricardo                                                | John Corben / Metallo                                                                   |
| Xander Berkeley      | Ricardo Juarez                                                  | Nathaniel Christopher Adam / Capitão Átomo                                              |
| Ricardo Chavira      | Ricardo Schnetzer                                               | Clifford Zmeck / Major Força                                                            |
| LeVar Burton         | Oziel Monteiro                                                  | Jefferson Pierce / Raio Negro                                                           |
| Corey Burton         | Reginaldo Primo (Capitão Marvel) / Ronaldo Júlio Solomon Grundy | Billy Batson / Capitão Marvel Cyrus Gold / Solomon Grundy (não creditado)               |
| Andrea Romano        | ? (Giganta) / ? (Computador)                                    | Dra. Doris Zeul / Giganta Computador Vozes adicionais                                   |
| Michael Gough        | Hélio Ribeiro (Gavião Negro) / Eduardo Dascar (Capitão Frio)    | Carter Hall / Gavião Negro (não creditado) Leonard Snart / Capitão Frio (não creditado) |
| Calvin Tran          | Erick Bougleux                                                  | Hiro Okamura / Homem dos Brinquedos                                                     |
| Mark Jonathan Davis  | Alexandre Moreno                                                | Apresentador Vozes adicionais                                                           |
| Brian George         | Márcio Simões                                                   | Gorila Grodd                                                                            |
| Rachael MacFarlane   | Iara Riça (Sombra da Noite) / ? (Lady Shiva)                    | Eve Eden / Sombra da Noite Sandra Wu-San / Lady Shiva (não creditada)                   |
| Alan Oppenheimer     | Waldir Fiori                                                    | Alfred Pennyworth                                                                       |
| Jennifer Hale        | ? (Estelar) / Bia Barros (Gelada)                               | Princesa Koriander / Estelar Louise Lincoln / Gelada (não creditada)                    |
| Bruce Timm           | Bruce Timm                                                      | Mongul                                                                                  |

Outros vilões que aparecem no desenho: Banshee Prateada, Icicle, Gelada, Senhor Frio, Bane, Manta Negra, Aranha Negro, Brimstone, Mulher Gato, Mulher-Leopardo, Copperhead, Deadshot, Kestrel, Rei Tubarão, Brutale, Despero, Giganta, Girder, Lady Shiva, Capitão Bumerangue II, Parasita, e Shrike
É a primeira adaptação para desenho animado dos personagens Poderosa, Major Força, Lady Shiva e Sombra da Noite.
Numa conversa de Superman e Batman, eles se referem a Magpie, a primeira vilã que os dois enfrentaram juntos na fase pós-Crise dos quadrinhos, na minissérie de 1986 chamada The Man of Steel. Essa referência aparece na graphic novel da qual o desenho animado se baseou. Outra referência feita é sobre a morte do Superman, após a batalha contra Apocalipse.

## Sinopse
O CEO da LexCorp, Lex Luthor, é eleito Presidente dos Estados Unidos durante uma crise econômica. Luthor se torna popular com a recuperação do país e consegue que vários super-heróis colaborem com ele: Capitão Átomo, Estelar, Katana, Raio Negro, Poderosa e Major Força. Contudo, Superman e Batman não confiam em Luthor.
O governo americano descobre que um grande meteoro de Kriptonita está em rota de colisão com a Terra. Luthor acha que consegue deter a ameaça sozinho e impede que outros heróis interfiram, mas Batman e Superman realizam seus próprios esforços para deterem a ameaça. Lex finge tentar um acordo com Superman, mas o herói acaba tendo que enfrentar o guarda-costas presidencial ciborgue chamado Metallo, que possui no lugar do coração uma pedra de Kriptonita. Depois de uma luta devastadora, Superman é salvo por Batman mas Metallo aparece morto e Lex acusa Superman de ser o assassino. Ele alega em público que a proximidade do meteoro estaria afetando o equilíbrio mental do herói. E logo a seguir estipula um prêmio de 1 bilhão de dólares para quem capturar o Superman e Batman, a quem Luthor acusa de ser o Parceiro de Crime do Homem de Aço.
Vários vilões tentam derrotar Superman e Batman, e depois os heróis que apoiam Luthor também buscam aprisionar a dupla (exceto Poderosa, que é a única da equipe do presidente que sabe da verdade e pretende ajudar a dupla). Porém, quando a tentativa de Luthor de parar o meteoro falha, várias pessoas começam a duvidar da capacidade do presidente. Para Batman e Superman só resta pedirem ajuda ao Homem dos Brinquedos, que possui uma nave preparada para explodir o meteoro.

## Trilha Sonora
Realizada por Christopher Drake para a New Line Records:
1. "Markets Crash"
2. "Main Titles"
3. "Freeway Chase"
4. "Admit Something"
5. "Meteor"
6. "Metallo"
7. "High Voltage"
8. "Framed"
9. "Luthor talks to Power Girl"
10. "S.T.A.R. Labs/  Banshee & The Cold Crew / Mongul, Grundy, Grodd"
11. "Bounty Hunters"
12. "No Surrender"
13. "Tornado Recovery"
14. "Trust Your Instincts"
15. "Missile Launch"
16. "Luthor's Fix"
17. "SHAZAM!"
18. "Luthor Shoots up"
19. "Heroes in Disguise"
20. "Toyman"
21. "Blast Off"
22. "Ultimate Sacrifice"
23. "A Hero's Returns"
24. "End Credits"